# Seznam medailistů na halovém mistrovství Československa a Česka mužů a žen ve vrhu koulí
Toto je seznam medailistů na mistrovství Československé a České republiky v disciplíně vrh koulí.

## Muži
| Rok          | Místo              | Zlato              | Výkon vítěze     | Stříbro           | Bronz              |
| ------------ | ------------------ | ------------------ | ---------------- | ----------------- | ------------------ |
| HM ČSSR 1969 | Jablonec nad Nisou | Jaroslav Šmíd      | 18,13 m          | Miroslav Janoušek | František Žemba    |
| HM ČSSR 1970 | Jablonec nad Nisou | Miroslav Janoušek  | 18,35 m          | Jaroslav Šmíd     | Jaroslav Brabec    |
| HM ČSSR 1971 | Jablonec nad Nisou | Jaroslav Brabec    | 18,34 m          | Jaromír Vlk       | Jakub Lang         |
| HM ČSSR 1972 | Jablonec nad Nisou | Miroslav Janoušek  | 19,52 m          | Jaroslav Brabec   | Jaromír Vlk        |
| HM ČSSR 1973 | Jablonec nad Nisou | Jaroslav Brabec    | 18,74 m          | Jaromír Vlk       | Jan Skoupý         |
| HM ČSSR 1974 | Jablonec nad Nisou | Dušan Hamár        | 17,23 m          | Dalibor Vašíček   | František Novotný  |
| HM ČSSR 1975 | Jablonec nad Nisou | Jaroslav Brabec    | 19,12 m          | Jan Skoupý        | Václav Bernard     |
| HM ČSSR 1976 | Košice             | Miroslav Janoušek  | 18.70 m          | Dušan Hamár       | Dalibor Vašíček    |
| HM ČSSR 1977 | Ostrava            | Dušan Hamár        | 17.53 m          | Zdeněk Dvořák     | Dalibor Vašíček    |
| HM ČSSR 1978 | Jablonec nad Nisou | Jaroslav Brabec    | 19.78 m          | Jaromír Vlk       | Remigius Machura   |
| HM ČSSR 1979 | Jablonec nad Nisou | Jaroslav Brabec    | 19.56 m          | Zdeněk Dvořák     | Jakub Lang         |
| HM ČSSR 1980 | Jablonec nad Nisou | Jaromír Vlk        | 19,91 m          | Remigius Machura  | Josef Kubeš        |
| HM ČSSR 1981 | Jablonec nad Nisou | Dalibor Vašíček    | 19.61 m          | Remigius Machura  | Josef Kubeš        |
| HM ČSSR 1982 | Jablonec nad Nisou | Remigius Machura   | 20.43 m          | Josef Kubeš       | Jakub Lang         |
| HM ČSSR 1983 | Jablonec nad Nisou | Jakub Lang         | 18.04 m          | Petr Falout       | Richard Navara     |
| HM ČSSR 1984 | Jablonec nad Nisou | Remigius Machura   | 20.80 m          | Josef Kubeš       | Karel Šula         |
| HM ČSSR 1985 | Jablonec nad Nisou | Remigius Machura   | 21.77 m Rek. HMR | Richard Navara    | Vladimír Lindovský |
| HM ČSSR 1986 | Jablonec nad Nisou | Richard Navara     | 19.99 m          | Jozef Lacika      | Josef Kubeš        |
| HM ČSSR 1987 | Jablonec nad Nisou | Richard Navara     | 20.05 m          | Jozef Lacika      | Jan Bártl          |
| HM ČSSR 1988 | Jablonec nad Nisou | Remigius Machura   | 21.19 m          | Richard Navara    | Milan Gavor        |
| HM ČSSR 1989 | Jablonec nad Nisou | Karel Šula         | 20.57 m          | Remigius Machura  | Jozef Lacika       |
| HM ČSSR 1990 | Praha              | Remigius Machura   | 19.56 m          | Karel Šula        | Jaroslav Žitňanský |
| HM ČSFR 1991 | Praha              | Jaroslav Žitňanský | 17.71 m          | Remigius Machura  | Jan Bártl          |
| HM ČSFR 1992 | Praha              | Karel Šula         | 18.27 m          | Miroslav Menc     | Remigius Machura   |
| HMR 1993     | Praha              | Jan Bártl          | 19.06 m          | Remigius Machura  | František Michálek |
| HMR 1994     | Jablonec nad Nisou | Jan Bártl          | 18.37 m          | Martin Bílek      | Miroslav Menc      |
| HMR 1995     | Praha              | Martin Bílek       | 18.19 m          | Miroslav Menc     | Remigius Machura   |
| HMR 1996     | Praha              | Josef Rosůlek      | 18.07 m          | Jan Bártl         | Remigius Machura   |
| HMR 1997     | Praha              | Jiří Kuntoš        | 15.80 m          | Radek Řezáč       | Martin Sýkora      |
| HMR 1998     | Praha              | Miroslav Menc      | 20.09 m          | Petr Stehlík      | Richard Navara     |
| HMR 1999     | Praha              | Josef Rosůlek      | 18.61 m          | Richard Navara    | Petr Stehlík       |
| HMR 2000     | Praha              | Richard Navara     | 17.45 m          | Tomáš Dvořák      | Antonín Žalský     |
| HMR 2001     | Praha              | Miroslav Menc      | 20.68 m          | Petr Stehlík      | Antonín Žalský     |
| HMR 2002     | Praha              | Petr Stehlík       | 19.38 m          | Josef Rosůlek     | Michal Oertelt     |
| HMR 2003     | Bratislava         | Antonín Žalský     | 19.03 m          | Michal Oertelt    | Tomáš Dvořák       |
| HMR 2004     | Praha              | Antonín Žalský     | 18.27 m          | Michal Oertelt    | Jan Tylče          |
| HMR 2005     | Praha              | Petr Stehlík       | 19.89 m          | Antonín Žalský    | Remigius Machura   |
| HMR 2006     | Praha              | Antonín Žalský     | 19.63 m          | Remigius Machura  | Vladislav Tuláček  |
| HMR 2007     | Praha              | Remigius Machura   | 18.96 m          | Jan Marcell       | Vladislav Tuláček  |
| HMR 2008     | Praha              | Jan Tylče          | 18.40 m          | Remigius Machura  | Jan Marcell        |
| HMR 2009     | Praha              | Remigius Machura   | 18,47 m          | Jan Tylče         | Ladislav Prášil    |
| HMR 2010     | Praha              | Remigius Machura   | 18,87 m          | Vladislav Tuláček | Ladislav Prášil    |
| HMR 2011     | Praha              | Jan Marcell        | 19,22 m          | Vladislav Tuláček | Jan Tylče          |
| HMR 2012     | Praha              | Jan Marcell        | 19.29 m          | Tomáš Staněk      | Jaromír Mazgal     |
| HMR 2013     | Praha              | Martin Stašek      | 20.73 m          | Martin Novák      | Tomáš Staněk       |
| HMR 2014     | Praha              | Tomáš Staněk       | 19.64 m          | Jan Marcell       | Martin Stašek      |
| HMR 2015     | Praha              | Jan Marcell        | 20.71 m          | Tomáš Staněk      | Ladislav Prášil    |
| HMR 2016     | Ostrava            | Tomáš Staněk       | 20.90 m          | Martin Novák      | Tomáš Kozák        |
| HMR 2017     | Praha              | Ladislav Prášil    | 20.84 m          | Martin Novák      | Jan Marcell        |
| HMR 2018     | Praha              | Tomáš Staněk       | 21,59 m          | Martin Novák      | Jan Touš           |
| HMR 2019     | Ostrava            | Ladislav Prášil    | 19,34 m          | Martin Novák      | Jan Touš           |
| HMR 2020     | Ostrava            | Tomáš Staněk       | 21,18 m          | Martin Novák      | Jakub Héža         |
| HMR 2021     | Ostrava            | Tadeáš Procházka   | 18,35 m          | Martin Novák      | Michal Forejt      |
| HMR 2022     | Ostrava            | Jakub Forejt       | 16,76 m          | Michal Forejt     | Jan Touš           |
| HMR 2023     | Ostrava            | Tomáš Staněk       | 21,43 m          | Tadeáš Procházka  | Jakub Forejt       |
| HMR 2024     | Ostrava            | Tomáš Staněk       | 20,73 m          | Tadeáš Procházka  | Tomáš Bortel       |
| HMR 2025     | Ostrava            | Tomáš Staněk       | 21,18 m          | Tadeáš Procházka  | Tomáš Vilímek      |

## Ženy
| Rok          | Místo              | Zlato               | Výkon vítěze     | Stříbro             | Bronz                |
| ------------ | ------------------ | ------------------- | ---------------- | ------------------- | -------------------- |
| HM ČSSR 1969 | Jablonec nad Nisou | Helena Fibingerová  | 15,20 m          | Marie Stříbrská     | Vladimíra Srbová     |
| HM ČSSR 1970 | Jablonec nad Nisou | Helena Fibingerová  | 15,45 m          | Věra Sedláčková     | Jiřina Havelková     |
| HM ČSSR 1971 | Jablonec nad Nisou | Helena Fibingerová  | 16,05 m          | Danuše Matoušková   | Ludmila Duchoňová    |
| HM ČSSR 1972 | Jablonec nad Nisou | Helena Fibingerová  | 17,13 m          | Danuše Matoušková   | Helena Coufalová     |
| HM ČSSR 1973 | Jablonec nad Nisou | Helena Fibingerová  | 18,44 m          | Milada Peterková    | Danuše Matoušková    |
| HM ČSSR 1974 | Jablonec nad Nisou | Helena Fibingerová  | 19,87 m          | Jana Matysová       | Milada Peterková     |
| HM ČSSR 1975 | Jablonec nad Nisou | Helena Fibingerová  | 21,13 m          | Ludmila Duchoňová   | Jana Matysová        |
| HM ČSSR 1976 | Košice             | Milada Peterková    | 15,27 m          | Zdena Kusá          | Gabriela Hanuláková  |
| HM ČSSR 1977 | Ostrava            | Helena Fibingerová  | 21,75 m Rek. HMR | Zdeňka Bartoňová    | Gabriela Hanuláková  |
| HM ČSSR 1978 | Jablonec nad Nisou | Helena Fibingerová  | 21,26 m          | Zdeňka Bartoňová    | Gabriela Hanuláková  |
| HM ČSSR 1979 | Jablonec nad Nisou | Zdeňka Bartoňová    | 16,68 m          | Gabriela Hanuláková | Anna Košudová        |
| HM ČSSR 1980 | Jablonec nad Nisou | Zdeňka Bartoňová    | 18,29 m          | Soňa Vašíčková      | Alena Vitoulová      |
| HM ČSSR 1981 | Jablonec nad Nisou | Helena Fibingerová  | 21,27 m          | Soňa Vašíčková      | Alena Vitoulová      |
| HM ČSSR 1982 | Jablonec nad Nisou | Helena Fibingerová  | 19,38 m          | Soňa Vašíčková      | Alena Vitoulová      |
| HM ČSSR 1983 | Jablonec nad Nisou | Zdeňka Šilhavá      | 19,76 m          | Soňa Vašíčková      | Zuzana Lajbnerová    |
| HM ČSSR 1984 | Jablonec nad Nisou | Alena Vitoulová     | 16,88 m          | Soňa Vašíčková      | Pavlína Onderišinová |
| HM ČSSR 1985 | Jablonec nad Nisou | Helena Fibingerová  | 21,47 m          | Soňa Vašíčková      | Iveta Kudrnová       |
| HM ČSSR 1986 | Jablonec nad Nisou | Helena Fibingerová  | 20,05 m          | Alena Vitoulová     | Soňa Vašíčková       |
| HM ČSSR 1987 | Jablonec nad Nisou | Helena Fibingerová  | 19,52 m          | Soňa Vašíčková      | Alena Vitoulová      |
| HM ČSSR 1988 | Jablonec nad Nisou | Soňa Vašíčková      | 19,97 m          | Alena Vitoulová     | Hana Mísařová        |
| HM ČSSR 1989 | Jablonec nad Nisou | Soňa Vašíčková      | 19,74 m          | Alena Vitoulová     | Hana Mísařová        |
| HM ČSSR 1990 | Praha              | Eva Čerňanová       | 15,98 m          | Dagmar Pešáková     | Marcela Godziková    |
| HM ČSFR 1991 | Praha              | Soňa Vašíčková      | 16,56 m          | Renata Bruková      | Dagmar Pešáková      |
| HM ČSFR 1992 | Praha              | Soňa Vašíčková      | 16,81 m          | Renata Bruková      | Dagmar Pešáková      |
| HMR 1993     | Praha              | Zdeňka Šilhavá      | 15,97 m          | Alice Matějková     | Petra Jurášková      |
| HMR 1994     | Jablonec nad Nisou | Alice Matějková     | 16,33 m          | Zdeňka Šilhavá      | Marcela Godziková    |
| HMR 1995     | Praha              | Zdeňka Šilhavá      | 16,33 m          | Alice Matějková     | Jitka Svatošová      |
| HMR 1996     | Praha              | Zdeňka Šilhavá      | 16,17 m          | Jitka Svatošová     | Marcela Godziková    |
| HMR 1997     | Praha              | Zdeňka Šilhavá      | 15,46 m          | Lucie Vrbenská      | Romana Podušková     |
| HMR 1998     | Praha              | Zdeňka Šilhavá      | 15,72 m          | Lucie Vrbenská      | Jitka Svatošová      |
| HMR 1999     | Praha              | Věra Pospíšilová    | 16,33 m          | Zdeňka Šilhavá      | Lucie Vrbenská       |
| HMR 2000     | Praha              | Zdeňka Šilhavá      | 16,49 m          | Věra Pospíšilová    | Lucie Vrbenská       |
| HMR 2001     | Praha              | Věra Pospíšilová    | 16,25 m          | Lucie Vrbenská      | Kamila Hlaváčová     |
| HMR 2002     | Praha              | Věra Pospíšilová    | 16,60 m          | Jana Kárníková      | Lucie Vrbenská       |
| HMR 2003     | Bratislava         | Jana Kárníková      | 15,14 m          | Barbora Špotáková   | Jitka Svatošová      |
| HMR 2004     | Praha              | Klára Chytrá        | 14,36 m          | Jitka Svatošová     | Lenka Ledvinová      |
| HMR 2005     | Praha              | Jana Kárníková      | 15,83 m          | Klára Chytrá        | Andrea Valešová      |
| HMR 2006     | Praha              | Jana Kárníková      | 15,78 m          | Andrea Valešová     | Klára Chytrá         |
| HMR 2007     | Praha              | Jana Kárníková      | 15,96 m          | Andrea Valešová     | Kamila Hlaváčová     |
| HMR 2008     | Praha              | Jana Kárníková      | 16,33 m          | Andrea Valešová     | Lenka Ledvinová      |
| HMR 2009     | Praha              | Jana Kárníková      | 16,77 m          | Andrea Valešová     | Lucie Vaníčková      |
| HMR 2010     | Praha              | Jana Kárníková      | 15,96 m          | Romana Grómanová    | Andrea Valešová      |
| HMR 2011     | Praha              | Jana Kárníková      | 15,27 m          | Romana Grómanová    | Andrea Valešová      |
| HMR 2012     | Praha              | Markéta Červenková  | 16,03 m          | Jana Kárníková      | Kristýna Kroužková   |
| HMR 2013     | Praha              | Jana Kárníková      | 16,03 m          | Romana Grómanová    | Jitka Kubelová       |
| HMR 2014     | Praha              | Markéta Červenková  | 14,99 m          | Jitka Kubelová      | Kristýna Kroužková   |
| HMR 2015     | Praha              | Markéta Červenková  | 15,86 m          | Jana Kárníková      | Jitka Kubelová       |
| HMR 2016     | Ostrava            | Markéta Červenková  | 16,31 m          | Petra Klementová    | Gabriela Pallová     |
| HMR 2017     | Praha              | Jana Kárníková      | 15.56 m          | Petra Klementová    | Lada Cermanová       |
| HMR 2018     | Praha              | Markéta Červenková  | 16,24 m          | Jana Kárníková      | Gabriela Pallová     |
| HMR 2019     | Ostrava            | Markéta Červenková  | 16,58 m          | Gabriela Pallová    | Jana Kárníková       |
| HMR 2020     | Ostrava            | Markéta Červenková  | 16,81 m          | Marta Zachařová     | Michaela Trčová      |
| HMR 2021     | Ostrava            | Markéta Červenková  | 17,92 m          | Katrin Brzyszkowská | Lenka Valešová       |
| HMR 2022     | Ostrava            | Katrin Brzyszkowská | 15,65 m          | Lenka Valešová      | Michaela Trčová      |
| HMR 2023     | Ostrava            | Adéla Korečková     | 14,01 m          | Michaela Trčová     | Blanka Tomášková     |
| HMR 2024     | Ostrava            | Katrin Brzyszkowská | 16,58 m          | Martina Mazurová    | Eliška Zahradničková |
| HMR 2025     | Ostrava            | Katrin Brzyszkowská | 16,69 m          | Martina Mazurová    | Marta Zachařová      |